# Neodorcadion virleti
Neodorcadion virleti ist ein Käfer aus der Familie der Bockkäfer und der Unterfamilie der Weberböcke. Die Gattung Neodorcadion ist in Europa mit acht Arten vertreten. Der Käfer kommt nur in Teilen Griechenlands vor.

## Bemerkung zum Namen
Der Käfer wird erstmals 1832 von Brullé unter dem Namen Dorcadion virleti beschrieben. Dabei beschreibt Brullé unter der Nr. 496 ausführlich das Weibchen. Anschließend folgt unter der gleichen Nummer eine nur kurze Beschreibung eines kleineren und anders aussehenden Käfers mit dem Zusatz, dass dieser als das zugehörige Männchen betrachtet werden kann. Außerdem erwähnt Brullé, dass der Käfer in Museen auch als Dorcadion graecae geführt ist. Das der Beschreibung zugrunde liegende Material wurde im Rahmen der Morea-Expedition gesammelt. Brullé benennt den Käfer nach dem als Geologe tätigen Expeditionsmitglied Pierre Théodore Virlet d’Aoust.
Pic beschreibt 1901 ein Weibchen der Art mit dunklen Beinen und Fühlern als Neodorcadion ionicum, und 1914 zwei weitere Formen als Neodorcadion acarnanicum und Neodorcadion subbinotatum
Die Gattung Dorcadion wurde 1884 durch Ganglbauer in die Gattungen Dorcadion und Neodorcadion aufgespalten. So erklärt sich der Gattungsname aus altgr. νέο, 'neo' für 'neu' und δορκάδιον, 'dorkadion' für Böckchen.

## Eigenschaften des Käfers
| | |
| Abb. 1: Aufsicht, oben Weibchen, unten Männchen                                                                                    | Abb. 2: Weibchen von unten, vorn und seitlich                                                                                      |
| | |
| Abb. 3: Männchen von unten, vorn und seitlich                                                                                      | |
| | |
| Abb. 4: Hintertarsus, oben Männchen, unten Weibchen grün: Länge:Breite beim zweiten Tarsenglied                                    | |
| | |
| Abb. 5: Behaarung, hinterer Teil des Halsschilds und vorderer Teil der Flügeldecken mit Schildchen links Weibchen, rechts Männchen | |
| | Abb. 6: Kopf von vorn Männchen teilweise koloriert grün: Oberlippe rot: Oberkiefer gelb: Membran zwischen Kopfschild und Oberlippe |

Die Größe der Käfer schwankt stark, beim Männchen zwischen acht und vierzehn Millimetern, beim rundlicheren und gewöhnlich größeren Weibchen zwischen zwölf und sechzehn Millimetern. Die Körperfarbe ist schwarz, wird aber durch die überall dichte und feine, anliegende Behaarung überdeckt. Diese bildet im Unterschied zu verwandten Arten in beiden Geschlechtern keine auffallende weiße Zeichnung aus. Oberseits ist die Behaarung des Männchens überwiegend schwarz bis rötlich schwarz, nur das Schildchen ist auffallend weiß behaart (Abb. 5 rechts). Das Weibchen erscheint mehr oder weniger fleckig braun, das Schildchen hell gelblich (Abb. 1 unten, Abb. 5 links). Unterseits ist die Behaarung heller.
Der Kopf (Abb. 6) ist zwischen den Sockeln mit den Fühlereinlenkungen nicht auffallend tief eingesenkt. Er ist unregelmäßig punktiert. Die Fühler sind elfgliedrig mit sehr kurzem zweiten Glied. Die Augen sind schmal nierenförmig und umfassen die Fühlerbasis auf der hinteren Hälfte. Die Oberlippe (Abb. 7 rechts grün getönt) ist vom Kopfschild durch eine Membran (Abb. 7 rechts gelb getönt) getrennt. Diese Eigenschaft unterscheidet die Gattung Neodorcadion von der Gattung Dorcadion. Eine längs verlaufende Naht erstreckt sich oberhalb dieser Membran über den gesamten Kopf.
An den beiden Seiten des Halsschilds sitzt ein stabiler, scharf zugespitzter und etwas nach hinten weisender Dorn (Abb. 5 rechte obere Ecke). Wenn man diesen nicht mitrechnet, ist der Halsschild gleich breit wie der Kopf. Er ist breiter als lang. Die Punktur des Halsschilds wird zu den Seiten hin tiefer.
Das Schildchen ist länglich dreieckig. Es ist beim Männchen weiß, beim Weibchen gelblich weiß behaart.
Die Flügeldecken sind nahe der Basis stärker punktiert als gegen die Spitze hin, aber auch dort nur flach und nicht dicht, der Abstand der Punkte zueinander ist fast überall deutlich größer als der Durchmesser der Punkte. Eine Rückenrippe ist nur nahe der Basis ausgebildet, nach einem Achtel der Flügeldeckenlänge ist sie bereits völlig erloschen. Die Schultern sind prägnant ausgebildet, aber nicht zahnartig vorstehend, sondern abgerundet. Der Verlauf der erloschenen Rippen kann durch eine unterschiedliche Färbung der Behaarung angedeutet sein (Abb. 5 rechts unten).
Die Flügeldecken enden einzeln abgerundet.
Die Sporen an den Schienen des mittleren Beinpaars sind bei Neodorcadion virleti gewöhnlich nicht so kurz und stumpf wie bei Neodorcadion fallax. Die Tarsen sind unterseits mit einem dichten Polster aus kurzen Haarborsten ausgestattet. Das zweite Glied der Hintertarsen ist bei den Weibchen breiter als lang, bei den Männchen länger als breit (Abb. 4).

## Biologie
Man findet die Art im Frühjahr auf ebenem Gelände auf dem Boden, der zumindest teilweise sandig ist. Bei systematischen Aufsammlungen von Bockkäfern Griechenlands mit verschiedenen Methoden, die über drei Jahre jeweils im Frühjahr von mehreren Sammlern durchgeführt wurden, wurde die Art nur in einem Jahr und nur von einem Sammler an weniger als drei Stellen mit insgesamt weniger als 5 Individuen gefunden. Die Funde erfolgten auf der Peloponnes in der Höhenstufe von 400 bis 900 m.

## Verbreitung
Die Art kommt nur in Teilen Griechenlands vor. Sie ist weit verbreitet auf der Peloponnes, außerdem findet man sie auf den Ionischen Inseln Korfu und Zakinthos, sowie im Westen des griechischen Festlands (Epirus und Ätolien-Akarnanien).